# Zboj
Zboj est un village de Slovaquie situé dans la région de Prešov.

## Histoire
Première mention écrite du village en 1567.

## Démographie

### Évolution de la population
| Année:               | 1994. | 2004.    | 2014.    | 2024.    |
| -------------------- | ----- | -------- | -------- | -------- |
| Nombre de personnes: | 584   | 451      | 349      | 257      |
| Différence:          |       | -22,77 % | -22,61 % | -26,36 % |

| Année:               | 2023. | 2024.   |
| -------------------- | ----- | ------- |
| Nombre de personnes: | 261   | 257     |
| Différence:          |       | -1,53 % |